# Лигавица
Лигавицата или мукоза (на латински: mucosa) е обвивката на голяма част на вътрешните органи от дихателната, пикочно-половата, храносмилателната системи. Тя е слизеста на пипане, откъдето произлиза името ѝ. Лигавицата излиза и навън от тялото като се свързва на няколко места с кожата. Това са устните, ноздрите, конюнктивата, половите органи и ануса.
Лигавицата е изградена от няколко слоя
- епител;
- съединително тъканен слой – lamina propria;
- гладкомускулен слой – lamina muscularis;
- tela submucosa.